# Anthony Julius
Anthony Julius KC (* 16. Juli 1956 in London) ist ein britischer Rechtsanwalt und Sachbuchautor.
Bekannt wurde Anthony Julius als Rechtsanwalt der Diana, Princess of Wales während ihrer Scheidung von Charles, Prince of Wales. Ebenso bestritt er den aufsehenerregenden Fall Irving gegen Lipstadt. Daneben ist er als Sachbuchautor, besonders im Gebiet der Antisemitismus-Forschung, bekannt. Er ist Professor für Rechtswissenschaften am University College London. Auch ist er Vorsitzender des Verwaltungsrates der Oxera, einer internationalen Wirtschaftsberater-Firma in Oxford, England. Er ist auch stellvertretender Vorsitzender des Verwaltungsrates der Londoner Rechtsanwaltskanzlei Mishcon de Reya LLP, einer Kanzlei mit über 500 beschäftigten Rechtsanwälten in London. Anthony Julius ist im Vorstand der Foundation for Jewish Heritage als ehrenamtlicher Anwalt tätig.

## Veröffentlichungen
- T. S. Eliot, Anti-Semitism and Literary Form. Cambridge University Press, 1995
- Idolising Pictures. Thames & Hudson, 2000
- Transgressions: The Offences of Art. Thames & Hudson, 2002
- Trials of the Diaspora: A History of Anti-Semitism in England. Oxford University Press, 2012, ISBN 0199600724